# 毛羅·薩拉特
毛羅·馬蒂亞斯·薩拉特（西班牙語：Mauro Matías Zárate，發音：[ˈmawɾo maˈti.as ˈsaɾate]；1987年3月18日—），阿根廷足球運動員。在場上擔當前鋒的位置。目前效力阿根廷甲組聯賽球隊小保加。

## 球員生涯

### 俱樂部活動

#### 早期
薩拉特於2004年4月21日，在沙士菲對萨兰迪阿森纳的阿甲比賽中首次上場。在2006年的阿根廷春季聯賽中的19場比賽中打入12球，與小保加的帕拉西奥并列為射手王。

#### 卡塔爾
2007年6月18日，薩拉特轉會至卡塔爾的萨德，并簽訂了兩年的契約。轉會費被估計大約在2000萬左右。薩拉特并沒有長期留在卡塔爾，不過他在此期間仍然參加了六場聯賽比賽，共打入四球。之後他被外借到英格蘭球隊伯明翰城。

#### 伯明翰
2008年1月21日，薩拉特被外借到伯明翰城，以期實現永久轉會。租借期至2007-08賽季結束為止。薩拉特於2008年1月29日首次代表俱樂部出場，在這場比賽中，伯明翰城以2-1擊敗了桑德蘭。在3月22日伯明翰對雷丁的比賽中，薩拉特打入了自己在伯明翰的第一個進球。之後再伯明翰對曼城和對埃弗顿時，薩拉特也都有進球。本賽季結束後，伯明翰降入英冠聯賽，薩拉特的租借也隨之終止。

#### 拉齊奧

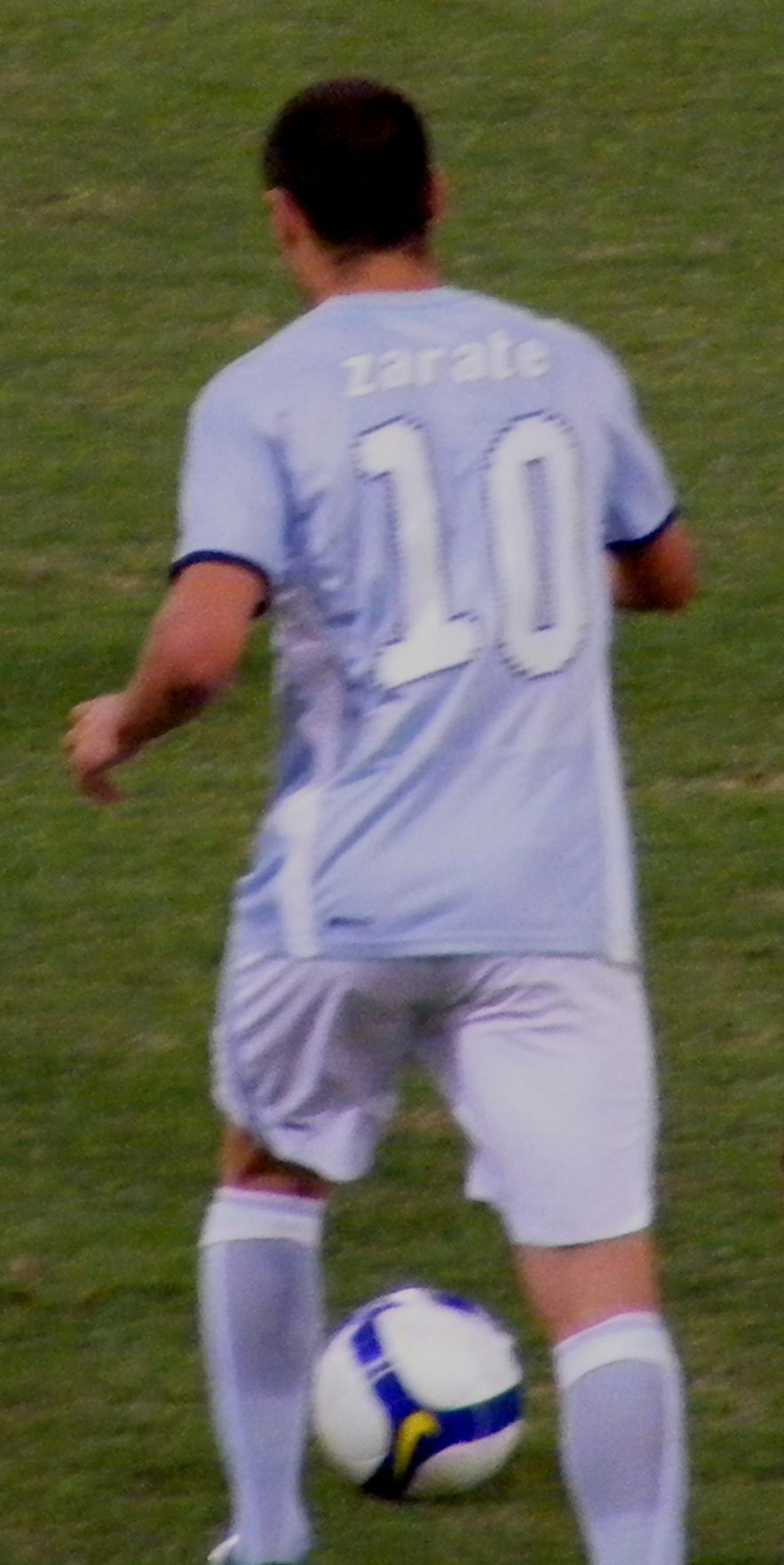
薩拉特在拉齊奧的一場比賽中

2008年7月5日，薩拉特轉會至意大利球隊拉齊奧。轉會至意甲後，薩拉特在自己的第一場意甲聯賽中就打入了2個進球，協助拉齊奧以4-1戰勝卡利亞里。在整個賽季中，薩拉特共打入了13個聯賽進球，是拉齊奧鋒線上的重要成員之一。在2009年5月23日的意大利杯決賽當中，薩拉特為拉齊奧攻入了一個進球，并在最後的點球決戰中罰入了點球，協助拉齊奧最終奪冠。因薩拉特的出色表現，拉齊奧俱樂部在2009年夏季正式買斷了薩拉特，從而完成了薩拉特的永久轉會。
不过在拉齐奥的后两个赛季，萨拉特极之独食个人主义的弊端逐渐暴露，其表现也开始失色。

#### 国际米兰
2011年8月31日，萨拉特租借加盟豪门国际米兰，正式登陆梅阿查球场，租期为四年，国际米兰拥有一年后1725万欧元的买断权利。9月27日欧洲冠军联赛小组赛国米客场3:2战胜莫斯科中央陆军的比赛中，萨拉特接坎比亚索助攻破门，打入了自己在国际米兰的首粒入球。
在该赛季的上半阶段萨拉特一度有上佳表现，然而后来由于纪律问题，萨拉特遭到球队违纪处罚及冷藏，他也被认为将在赛季结束后被国际米兰退回拉齐奥。

#### 沙士菲
在拉齊奧的最後一季，沙拉迪只上陣五場。沙拉迪於2013年7月重返母會沙士菲。在沙士菲上陣29場，攻入19球。

#### 韋斯咸
2014年5月28日，沙拉迪加盟英超球會韋斯咸，簽約三年，將於六月國際轉會窗重開後正式生效。

#### 費倫天拿
2016年1月21日，沙拉迪加盟意大利足球甲級聯賽球會費倫天拿，

### 國家隊
在2007年，薩拉特協助阿根廷U20代表隊奪得了2007年世界青年足球錦標賽，在這次賽事的決賽中，薩拉特打入了一個制勝的進球。
在2008年，马拉多纳成為了阿根廷國家隊主教練，他表示薩拉特將有機會入選國家隊 。

## 技术特点
萨拉特身体灵活，拥有良好的脚下技术，擅长突破、带球过人，经常可以以一敌众。萨拉特喜欢在带球突破和过人时突然改变节奏，常常令对方后卫防不胜防。不过由于在比赛中极之独食、特立独行缺乏团队意识，萨拉特经常遭到足坛人士的批评，球迷也给予他“萨不传”的绰号。

## 個人生活
薩拉特出生在布宜諾斯艾利斯附近的阿埃多。他的父親塞吉奧就是一位前職業足球運動員，曾效力於獨立競技隊和安科納。他的母親則有意大利血統。他的祖父也是一位足球運動員。

## 榮譽
沙士菲
- 阿根廷秋季聯賽：冠軍（2005年）

 個人
- 阿根廷春季聯賽射手王（2006年）

 阿根廷U20
- 世界青年足球錦標賽：冠軍（2007年）

 拉齊奧
- 意大利杯：冠軍（2008-09）
- 意大利超级杯：冠軍（2009-10）